# 近未來 (樂團)
近未來（英語：day after tomorrow，簡稱dat），是日本的音樂組合、樂團，活動期間為2002年至2005年，2005年時解散。

## 成員
misono（みその）
樂團主唱與作詞，1984年10月13日在京都府出生，血型B型。小學三年級開始學鋼琴，國中時接受發聲及舞蹈課程，並立志成為歌手。2000年7月參加「avex暑假試演會」，2001年4月前往東京。
北野正人
樂團吉他手與作曲，1974年10月25日在大阪府出生，血型A型。國中時因為常聽重金属音乐而對音樂產生興趣，高中時自組地下樂團、發行CD、並在東京、名古屋、京都、大阪等地舉行演唱會。樂團解散後曾為數位知名藝人提供音樂作品，也在樂團中擔任吉他手。
鈴木大輔
樂團键盘手與作曲，1978年10月27日在神奈川縣出生，血型A型。16歲時受Eurobeat舞曲影響而購買電子音樂合成器、嘗試作曲。隔年自組樂團，並於1998年正式出道，1年後退團並為知名藝人如夏之管、春畑道哉、貴水博之、キタキマユ編曲、提供音樂作品。

## 外部連結
- dat-net.jp - day after tomorrow 官方網站